# فريدريك هاريس
فريدريك هاريس (12 نوفمبر 1934 في المملكة المتحدة - ) (بالإنجليزية: Frederick Harris)‏ هو لاعب كريكت بريطاني. لعب مع Buckinghamshire County Cricket Club ‏.

## وصلات خارجية
- فريدريك هاريس على موقع إي آس بي آن كريك إنفو (الإنجليزية)